# Alexei Witaljewitsch Jewsejew
Alexei Witaljewitsch Jewsejew (russisch Алексей Витальевич Евсеев; * 30. März 1994 in Sankt Petersburg) ist ein russischer Fußballspieler.

## Karriere

### Verein
Jewsejew begann seine Karriere bei Zenit St. Petersburg. Im Juli 2012 stand er im Supercup gegen Rubin Kasan erstmals im Profikader Zenits. Sein Debüt für die Profis gab er schließlich im selben Monat in der Premjer-Liga gegen Amkar Perm. Dies sollte sein einziger Saisoneinsatz in der Liga bleiben. Ab der Saison 2013/14 kam Jewsejew für die neu geschaffene Zweitmannschaft der Petersburger in der Perwenstwo PFL zum Einsatz. Für diese absolvierte er in seiner ersten Saison 21 Drittligapartien, in denen er neun Tore erzielte. In der Saison 2014/15 kam er zu 24 Einsätzen und machte dabei 17 Tore, womit er der beste Torschütze von Zenit-2 war, ligaübergreifend war er der viertbeste. Mit Zenit-2 stieg er zu Saisonende in die Perwenstwo FNL auf. In jener Spielzeit kam er zudem einmal für die Profis in der Premjer-Liga zum Einsatz.
In der Saison 2015/16 spielte der Mittelfeldspieler fünfmal für die erste Mannschaft in der höchsten Spielklasse, für die Reserve absolvierte er in der ersten Zweitligasaison 14 Partien. 2016/17 spielte er ausschließlich für Zenit-2, für das er zu 28 Zweitligaeinsätzen (acht Tore) kam. Zur Saison 2017/18 wechselte Jewsejew zu Ural Jekaterinburg. In seiner ersten Spielzeit in Jekaterinburg absolvierte er 20 Partien in der Premjer-Liga. Nach weiteren fünf Einsätzen bis zur Winterpause 2018/19 wurde sein Vertrag im Dezember 2018 aufgelöst.
Daraufhin wechselte Jewsejew im Februar 2019 zum Zweitligisten FK Chimki. Für Chimki kam er allerdings verletzungsbedingt nur zu fünf Zweitligaeinsätzen. Im August 2019 wechselte er innerhalb der Liga zu Rotor Wolgograd. Für Rotor kam er bis zur Winterpause zu 16 Einsätzen. Im Februar 2020 wechselte er zum Ligakonkurrenten FK Fakel Woronesch. Für Fakel absolvierte er zwei Partien, ehe die Saison COVID-bedingt abgebrochen wurde.
Im August 2020 kehrte Jewsejew nach Jekaterinburg zurück. In seiner ersten Saison nach seiner Rückkehr kam er zu 18 Einsätzen in der höchsten russischen Spielklasse. In der Saison 2021/22 absolvierte er zehn Partien. Nach einem weiteren Einsatz zu Beginn der Saison 2022/23 wurde er im September 2022 an den Zweitligisten FK Ufa verliehen.

### Nationalmannschaft
Jewsejew spielte zwischen Juli 2012 und Mai 2013 elfmal für die russische U-19-Auswahl. Von Oktober 2014 bis Oktober 2016 kam er zu 17 Einsätzen im U-21-Team.